# Vérité logique
 (novembre 2020).
La vérité logique est l'un des concepts les plus fondamentaux de la logique. 
D'une manière générale, une vérité logique est une proposition qui est vraie indépendamment de la vérité ou la fausseté de ses propositions constitutives. En d'autres termes, une vérité logique est une affirmation qui n'est pas seulement vraie, mais qui est vraie sous toutes les interprétations de ses composants logiques (autres que ses constantes logiques). Ainsi, des vérités logiques telles que « si p, alors p » peuvent être considérées comme des tautologies. On pense[Qui ?] que les vérités logiques sont le cas le plus simple d'énoncés qui sont analytiquement vrais (ou en d'autres termes, vrais par définition). Toute la logique philosophique peut être considérée comme fournissant des comptes rendus de la nature de la vérité logique, ainsi que des conséquences logiques.
Les vérités logiques sont généralement considérées comme nécessairement vraies, c'est-à-dire qu'elles sont telles qu'aucune situation ne les rend pas vraies. Leur vérité est non contingente. L'opinion selon laquelle les déclarations logiques sont nécessairement vraies est parfois traitée comme l'équivalent de dire que les vérités logiques sont vraies dans tous les mondes possibles. Cependant, la question de savoir si des déclarations sont nécessairement vraies reste l’objet d’un débat continu.
En traitant les vérités logiques, les vérités analytiques et les vérités nécessaires comme équivalentes, les vérités logiques peuvent être mises en contraste avec les faits (qui peuvent également être appelés affirmations contingentes ou affirmations synthétiques). Les vérités contingentes sont vraies dans ce monde, mais auraient pu en être autrement (en d'autres termes, elles sont fausses dans au moins un monde possible). Des propositions logiquement vraies telles que « Si p et q, alors p » et « Toutes les personnes mariées sont mariées » sont des vérités logiques parce qu'elles sont vraies en raison de leur structure interne et non en raison de faits du monde (alors que « Toutes les personnes mariées sont heureuses », même si elle était vraie dans notre monde, elle ne serait pas vraie simplement en vertu de sa structure logique).
Les philosophes rationalistes ont suggéré que l'existence des vérités logiques ne peut pas être expliquée par l'empirisme, car ils soutiennent qu'il est impossible de rendre compte de notre connaissance des vérités logiques sur des bases empiriques. Les empiristes répondent généralement à cette objection en soutenant que les vérités logiques (qu'ils considèrent généralement comme de simples tautologies) sont analytiques et donc ne prétendent pas décrire le monde. Ce dernier point de vue a notamment été défendu par les positivistes logiques au début du XXe siècle.

## Vérités logiques et vérités analytiques
Les vérités logiques, étant des déclarations analytiques, elles ne contiennent aucune information sur des faits du monde. Outre les vérités logiques, il existe également une deuxième classe d'énoncés analytiques, de la même forme que « aucun célibataire n'est marié ». La caractéristique d'une telle déclaration est qu'elle peut être transformée en vérité logique en substituant des synonymes aux synonymes salva veritate . « Aucun célibataire n'est marié » peut être transformé en « aucun homme non marié n'est marié » en remplaçant «homme non marié» par son synonyme « célibataire ».
Dans son essai Two Dogmas of Empiricism, le philosophe W. V. O. Quine a remis en question la distinction entre énoncés analytiques et synthétiques. C'est cette seconde classe d'énoncés analytiques qui l'a amené à noter que le concept d'analyticité lui-même a besoin d'être clarifié, car il semble dépendre du concept de synonymie, qui a besoin d'être clarifié. Dans sa conclusion, Quine rejette le fait que les vérités logiques soient des vérités nécessaires. Au lieu de cela, il postule que la valeur de vérité de toute déclaration peut être modifiée, y compris les vérités logiques, lors d'une réévaluation des valeurs de vérité de chaque autre déclaration dans l'ensemble de la théorie.

## Valeurs de vérité et tautologies
Considérer différentes interprétations d'une même déclaration conduit à la notion de valeur de vérité. L'approche la plus simple des valeurs de vérité signifie que l'énoncé peut être «vrai» dans un cas, mais «faux» dans un autre (voir notamment les tables de vérités). Dans un sens du terme tautologie, il s'agit de tout type de formule ou de proposition qui s'avère être vraie sous toute interprétation possible de ses termes (peut également être appelée évaluation ou attribution selon le contexte). Cette interprétation est synonyme de vérité logique.
Cependant, le terme tautologie est également couramment utilisé pour désigner ce que l'on pourrait plus spécifiquement appeler des tautologies vérifonctionnelles. Alors qu'une tautologie ou une vérité logique est vraie uniquement en raison des termes logiques qu'elle contient en général (par exemple « tout », « certains » et «est»), une tautologie vérifonctionnelle est vraie en raison des termes logiques qu'elle contient qui sont des connecteurs logiques (par exemple ou, et et ni). Toutes les vérités logiques ne sont pas des tautologies de ce genre.

## Vérités logiques et constantes logiques
Les constantes logiques, y compris les connecteurs logiques et les quantificateurs, peuvent toutes être réduites conceptuellement à la vérité logique. Par exemple, deux instructions ou plus sont logiquement incompatibles si et seulement si leur conjonction est logiquement fausse. Une affirmation en implique logiquement une autre lorsqu'elle est logiquement incompatible avec la négation de l'autre. Une déclaration est logiquement vraie si, et seulement si son contraire est logiquement faux. De cette manière, tous les connecteurs logiques peuvent être exprimés en termes de préservation de la vérité logique. La forme logique d'une phrase est déterminée par sa structure sémantique ou syntaxique et par le placement des constantes logiques. Les constantes logiques déterminent si une déclaration est une vérité logique lorsqu'elles sont combinées avec un langage qui limite la signification de la déclaration. Par conséquent, tant que l'on ne peut pas distinguer toutes les constantes logiques indépendamment de leur langue, il est impossible de connaître la vérité complète d'une déclaration ou d'un argument.

## Vérité logique et règles d'inférence
Le concept de vérité logique est étroitement lié au concept de règle d'inférence.

## Vérités logiques et positivisme logique
Le positivisme logique est un mouvement né au début du XXe siècle qui a tenté de réduire les processus de raisonnement de la science à la logique pure. Entre autres choses, les positivistes logiques ont affirmé que toute proposition qui n'est pas empiriquement vérifiable n'est ni vraie ni fausse, mais qu'elle ne possède pas de sens. Ce mouvement s'est estompé en raison de divers problèmes avec leur approche, parmi lesquels une compréhension croissante que la science ne fonctionne pas de la manière décrite par les positivistes.[réf. nécessaire] Un autre problème était que l'un des slogans préférés du mouvement : « toute proposition qui n'est pas empiriquement vérifiable est un non-sens » n'était pas en soi empiriquement vérifiable, et donc, par ses propres termes, un non-sens.

## Logiques non classiques
La logique non classique est le nom donné aux systèmes formels qui diffèrent de manière significative des systèmes logiques standard tels que la logique propositionnelle et de prédicat. Le but de ces nouvelles logiques est de permettre de construire différents modèles de conséquence logique et de vérité logique. On trouve parmi celle-ci la logique intuitioniste qui se construit sans le principe du tiers exclu, la logique floue, les logiques modales, ou encore la logique paracohérente qui se construit sans le principe du raisonnement par l'absurde.

## Voir également
- Contradiction
- Satisfabilité
- Tautologie (logique) (pour le symbolisme de la vérité logique)
- Théorème
- Validité